# バファローベル
バファローベル（Buffalo BELL）は、日本プロ野球・オリックス・バファローズのマスコットキャラクターである。2011年1月8日の球団ブランド一新に合わせて、それまでのネッピー・リプシーに代わって、兄のバファローブルとともに登場した。背番号はリプシーから受け継いだ222。「バッファローベル」は誤表記。

## 概要
バッファローとオリックスを掛け合わせた架空の生き物の姿をしている。京セラドーム大阪の地下資材庫に設けられた「オリックス・バファローズ研究開発室」を任されているマッドサイエンティストの「八カセ」が勝手に開発した、時空を超える牛型ロボットという設定。実際のデザインを担当したのはイラストレーターの幸池重季である。
名前は2011年1月8日のマスコット発表から23日まで一般公募され、5328件の応募の中から選定し、3月8日に公式発表された。バファローベルという名前には、英語のBellから、勝利の「鐘」を鳴らす勝利の女神という意味が込められている。また、フランス語のBelleから、かわいさと「美しさ」を兼ね備えたマスコットという意味も込められている。背中のネームは「B-BELL」と表記。
球場への初登場は2011年2月27日の高知県立春野運動公園野球場での対阪神オープン戦。公式試合デビューは4月12日の京セラドーム大阪での対福岡ソフトバンクホークス戦。
セ・パ交流戦で東京ヤクルトスワローズのマスコット・燕太郎にいじられたことをきっかけに、インターネット上を中心に萌えキャラとして人気が出ており、写真集も作られた。バファローベルばかり注目されていることに、バファローブルはしょげているという。予想外のブームに、球団側もバファローベルの露出に意欲的だという。

## パフォーマンス
- 試合前のステージ出演、写真撮影会、イニング間の応援・ミニイベント、ファンとのグリーティング、球場外での課外活動など、活動は多岐に渡る。
- バファローズが勝利した際のヒーローインタビューでは選手と一緒に登場し、お立ち台に上がる。
- ビジターゲームの場合も、マスコット交流の名目で相手チームの球場へ赴くことがある。セ･リーグとの交流戦では全ての遠征に帯同し、同リーグ戦では1チームにつき年間2試合のビジターゲームに参加する。
- 携帯電話のオリックス公式サイトのバファローブルダイアリーにて日記を綴っている。閲覧には月額315円が必要。

## マスコミへの露出
- 2011年5月25日、26日に神宮球場にて行われたスワローズとの交流戦で、スワローズマスコットの燕太郎がベルにちょっかいを出す場面の動画がYouTubeのスワローズ公式チャンネル[9]にて配信された。スポーツ新聞では燕太郎ではなく、つば九郎の名前で報じられた[4]。
- 2011年6月21日発売の「週刊朝日」にて、「かわいすぎるマスコット」として特集される[10]。
- 2011年7月21日に「週刊SPA!」のインターネット版、日刊SPA!にて「12球団最萌マスコット」として取り上げられる[11]。
- 2011年8月2日付の「日刊スポーツ」誌面にて、大見出しで「バファローベルに萌え〜 オファー殺到」という記事が掲載された[4]。それまではおもにインターネット上でのムーブメントであったが、全国紙にも掲載された。
- 2011年8月4日に京セラドーム大阪にて催された「ブル&ベルイベント」[12]に合わせて、テレビ朝日系列『報道ステーション』のスポーツコーナーにて「子供達に大人気の女の子 バファローベル」として放映された[13]。その日の番組の視聴率は15.2%[14]を記録した。
- 2011年8月20日に「毎日新聞」のエンターテインメント情報サイト「MANTANWEB」にて、「オリックスの“萌える”マスコットが人気 グッズ販売3倍に」という記事が掲載された[3]。ぬいぐるみの売り上げが約3倍、球団公式サイトのマスコット紹介ページが約20倍のアクセス数に増えたという球団広報の声を伝えている（ぬいぐるみの販売数はマスコット刷新前の前年同月比）。また、バファローベル本人の言葉も伝えられている。
- 2011年10月28日 『バファローベル公式フォトブック ベルがいっぱい』が発売される。女性の球団マスコットキャラクターの写真集としては、日本で初めてのものとなる。
- 2012年3月21日 『バファローベル公式DVD　ベルといっしょ。』発売。
- 2012年3月23日 絵本「ベルとおにいちゃん」発売。
- 2012年4月 J SPORTSのテレビCM『武井咲&球団マスコット 野球編』で、武井咲と球団マスコットのドアラ（中日ドラゴンズ）・スラィリー（広島東洋カープ）・マーくん（千葉ロッテマリーンズ）・クラッチ（東北楽天ゴールデンイーグルス）と共演。初のテレビ出演になった。
- 2021年11月14日 テレビ大阪製作のテレビアニメ『マジカパーティ』第33話にゲスト出演を果たし、バファローブルをはじめ、他のセ・リーグマスコットがゲスト出演している。

## その他
- 誕生当初はロボットであるという設定を意識してか固い動きが多かったが、現在、その設定は形骸化している。2011年7月1日のチア・マスコットステージでは産みの親であるはずの八カセがベルに誕生の経緯を問うという場面もあった。
- マスコットステージにて八カセに突き飛ばされるなど、乱暴に扱われることがよくある。
- マスコットステージでのトークによるとバファローブルとともに小学生くらいの年齢とのこと。
- 前述の通りチア・マスコットステージは子供向けの内容だが、観客の大半は大人である。平日では子供が一人もいないといった事態も起こる。
- イケメンが好きで、ライバルチームの選手にもかかわらずダルビッシュ有のファンである。そのことを八カセにからかわれることもある。
- ファンの間での呼称は「ベルちゃん」「ベルたそ」[3]「たそべる」など。誤表記の「バッファローベル」で呼ばれることも多い。
- 着ぐるみは株式会社 昌プロの製作。
- アクションフィギュアがマックスファクトリーのfigmaシリーズで2012年8月25日に発売された。プロ野球球団のマスコットがfigma化されるのはドアラ、トラッキーに続き3体目になる。なお、ビジターVer.が2012年7月29日のワンダーフェスティバルの数量限定イベント商品として先行販売、またWEB販売を期間限定で受け付けた。
- 2017年6月9日のオリックス対中日1回戦で、クリス・マレーロが本塁打を放った際に本塁を空過したことを中日側にアピールされ本塁打が取り消しとなる（いわゆる幻の本塁打）事態が発生。この時、三本間でバファローベルとマレーロが接触しており、マレーロの走路が変わったことが本塁空過の原因とされ、バファローベルはバファローブルとともに球団から厳重注意を受けた[15][16]。

## 参考書籍
- 『バファローベル公式フォトブック』 PHP研究所（2011年10月28日） ISBN 978-4569801049